# Tuna gravfält, Alsike

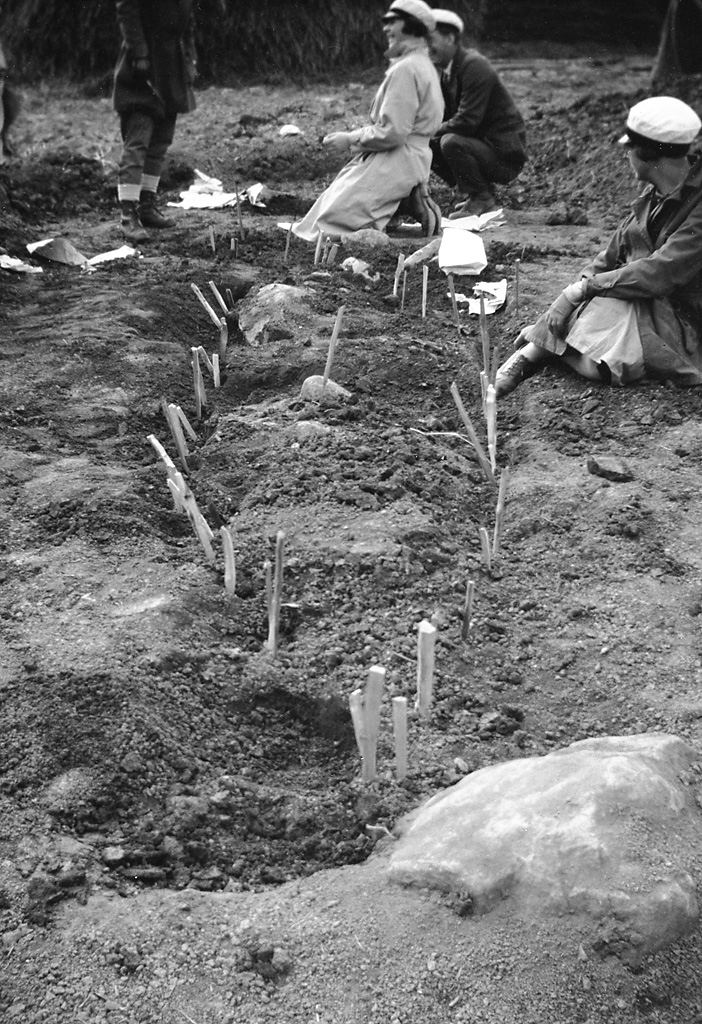
Utgrävning av en båtgrav i Tuna, 1928.

Tuna gravfält är ett gravfält i Tuna by, Alsike socken, Knivsta kommun.
Gravfältet som bestod av flatmarksgravar påträffades 1893 i samband med lertäkt. Säkerligen hade då flera gravar redan grävts bort. 1895-96 och 1928 grävdes gravfältet ut i etapper, först under ledning av Hjalmar Stolpe och senare av Nils Åberg och Ture J:son Arne. Arne lät 1934 publicera utgrävningsresultaten. Ytterligare gravar kan ännu finnas kvar på platsen. Totalt 19 gravar har undersökts, varav 10 eller 11 visade sig vara rikt utrustade båtgravar. Samtliga var skelettgravar, i 17 av dem var män begravda och endast två kvinnogravar. Två av gravarna tillhörde övergångsskedet folkvandringstid/vendeltid, medan de övriga var yngre, båtgravarna tillhörde alla vikingatid.